# Бесєдовський Григорій Зіновійович
Григорій Зіновійович Бесєдовський (Бесідовський Гірш Зелікович, нар. 1896, Полтава, Російська імперія — 19??, Франція), український дипломат, розвідник.

## Біографія
Народився в 1896 році в Полтаві.
Закінчив Комерційне училище (1912), Електротехнічний, аграрний інститут у Франції, Ново-Олександрійський сільськогосподарський технікум (1918).
З 1919 — член колегії Полтавського губліскому.
З 1919 по 1920 — член Полтавського губернського комітету Партії лівих соціалістів-революціонерів.
З 1920 — голова Полтавського губліскому.
З 1920 — голова Полтавського губернського відділу Спілки деревообробників.
З 1921 по 01.1922 — голова Полтавської губернської Ради Народного Господарства (РНГ).
З 12.1921 по 01.1922 — член Полтавського губернського комітету Компартії України.
З 1921 — працював в наркоматі закордонних справ України.
З 1921 — консул України в Австрії.
З 1922 по 16.07.1923 — повноважний представник України в Австрії.
З 11.1922 по 16.07.1923 — 1-й секретар представництва УРСР в Польщі.
З 1923 по 1925 — працював в радянському представництві в Польщі.
З 1925 по 1926 — член Правління Американської торговельної організації «Амторг» в Нью-Йорці.
У 1926 — неофіційний (унаслідок відсутності дипломатичних відносин) дипломатичний представник у США.
З 1926 по 1927 — радник радянського представництва в Японії.
З 1927 по 1929 — радник радянського представництва у Франції.
03.10.1929 — будучи тимчасовим повіреним у справах (за відсутності посла В.Довгалевського), під загрозою арешту й примусового вивезення до СРСР утік з посольства, звернувся до французької поліції, за допомогою якої звільнив дружину та сина, яких утримували як заручників. Отримав політичний притулок у Франції.
З 1929 по 1932 — головний редактор газети «Боротьба». Демонстративно розірвав з більшовицьким режимом, дав численні інтерв'ю та опублікував у паризьких часописах серію викривальних статей про залаштункові подробиці внутрішньої і зовнішньої політики СРСР, у тому числі в «українському питанні».
З 1932 по 1941 — співробітничав з газетами «Відродження» та «Останні новини».
З 1941 по 1945 — учасник французького руху опору. Був заарештований й утримувався в таборі для інтернованих.
У повоєнний час займався переважно літературною працею. За деякими даними — таємний агент, якого радянські спецслужби використовували для постачання на Захід дезінформації про ситуацію в СРСР.